# Мьюис, Сэм
Сам́анта Джу́н Мьюи́с (англ. Samantha June Mewis; род. 9 октября 1992, Уэймут, Массачусетс), более известная, как Сэм Мьюис — американская футболистка, полузащитница клуба «Канзас-Сити Каррент» и сборной США по футболу. Чемпионка мира 2019 года. Младшая сестра Кристи Мьюис. В составе «Уэстерн Нью-Йорк Флэш» и «Норт Каролина Кураж» трёхкратная чемпионка Национальной женской футбольной лиги (2016, 2018, 2019).
В августе 2020 года перешла в английский «Манчестер Сити», с которым в 2020 году стала обладателем Кубка Англии.

## Биография

### Ранние годы
Саманта Мьюис родилась 9 октября 1992 года в семье Роберта и Меллисы Мьюис; её родители ранее занимались спортом, отец играл в футбол, а мать занималась баскетболом и лёгкой атлетикой. Начала заниматься футболом под руководством отца вместе со старшей сестрой Кристи (род. 1991) и училась в средней школе Уитмен-Хэнсон, где играла в футбольной команде, в которой за время учёбы забила 77 голов и отдала 34 передачи. Благодаря своей результативности, она дважды получала награды как лучшая футболистка года.

### Студенческая карьера
Во время учёбы в Калифорнийском университете она была вторым по результативности игроком университета, уступая только лидеру атаки «Брюинз» Сидни Леру и вошла в символическую сборную новичков конференции Pac-10. Она помогла своей команде выиграть Pac-10 и студенческий чемпионат NCAA.
В декабре 2014 года она получила премию Honda, как лучшая футболистка в студенческом футболе.

### Клубная карьера

#### W-League (2013)
Ещё во время учёбы в январе 2013 года, она подписала контракт с «Пали Блюз». В составе «Блюз» она стала победителем Западной конференции и чемпионкой W-League.

#### Национальная женская футбольная лига (2015—2020)

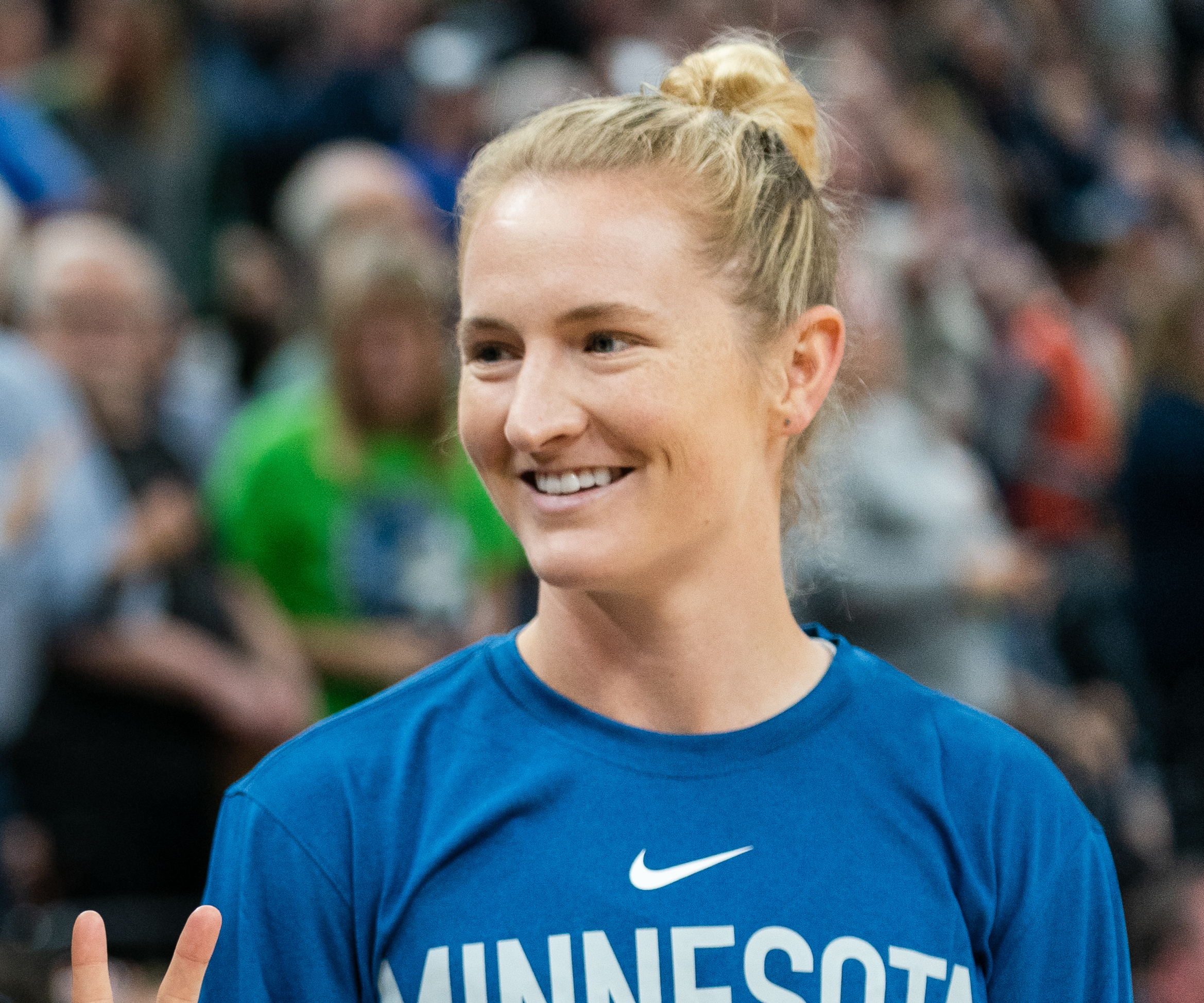
Сэм Мьюис в 2019 году

Мьюис была выбрана на драфте Национальной женской футбольной лиги под 4-м номером клубом «Уэстерн Нью-Йорк Флэш». В первых 20 играх она забила 4 гола и отдала 4 голевые передачи и вместе с Линн Уильямс возглавляла команду в числе лучших бомбардиров, но команда не вышла в плей-офф. В следующем сезоне «Флэш» заняли 4-е место в регулярном чемпионате и вышли в плей-офф, который завершился победой её команды над «Вашингтон Спирит» в серии пенальти со счётом 3-2; в этом матче Мьюис забила гол, но в серии пенальти не реализовала свой пенальти.
В январе 2017 года клуб сменил название и стал называться «Норт Каролина Кураж». Новый сезон был для Мьюис более успешным; в чемпионате за 24 игры она забила 6 голов, при этом «Кураж» вышли в финал, где проиграли «Портленд Торнс», но также Мьюис вошла в список лучших игроков по итогам сезона и стала финалисткой премии «Самый ценный игрок». В двух следующих сезонах «Кураж» выиграли два чемпионских титула подряд.

#### «Манчестер Сити» (2020—2021)
10 августа 2020 года Мьюис перешла в английский «Манчестер Сити», подписав с командой контракт на один сезон. 29 августа дебютировала за новую команду в матче за Суперкубок Англии с «Челси», который закончился победой «синих» со счётом 2-0. В составе «горожанок» Мьюис сыграла 32 матча и забила 16 голов, выиграв в 2020 году Кубок Англии после победы «Сити» над «Эвертоном», со счётом 3-1 в дополнительное время. По итогам сезона «Сити» стал вторым, уступив «Челси», а Мьюис вошла в команду года.

#### Возвращение в США (2021 — 2023)
17 мая 2021 года Мьюис вернулась в команду «Норт Каролина Кураж», которая в том сезоне вышла в плей-офф, но проиграла в первом раунде «Вашингтон Спирит». 30 ноября 2021 года была обменяна в «Канзас-Сити Каррент» на Кики Пикетти и выбор на драфте. Её команда «Канзас-Сити» вышла в финал турнира, в котором проиграла «Портленд Торнс» со счётом 2:0.

### Международная карьера

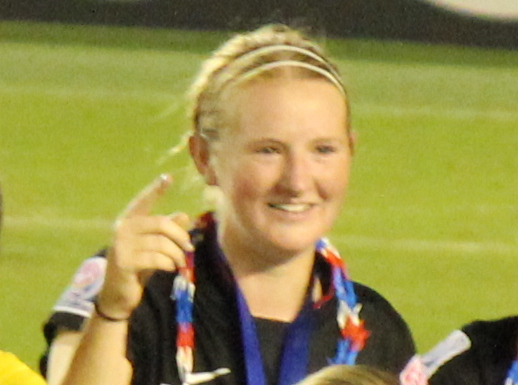
Саманта Мьюис с золотой медалью на МЧМ-2012

В составе юниорской сборной США, вместе со старшей сестрой Кристи Саманта играла на ЮЧМ-2008, на котором американская сборная вышла в финал, в котором проиграла сборной КНДР со счётом 2:1. Мьюис стали первыми сёстрами в истории американской сборной на международных турнирах. Затем в составе молодёжной сборной она играла на МЧМ-2010 и МЧМ-2012, став в 2012 году чемпионкой мира.
Несмотря на то что Мьюис вызывалась в сборную США по футболу для подготовки к чемпионату мира 2015 года, а также играла в квалификации на Олимпийские игры 2016 года, она так и не вошла в итоговую заявку на эти турниры, при этом в 2016 году она была в списке резервных игроков.

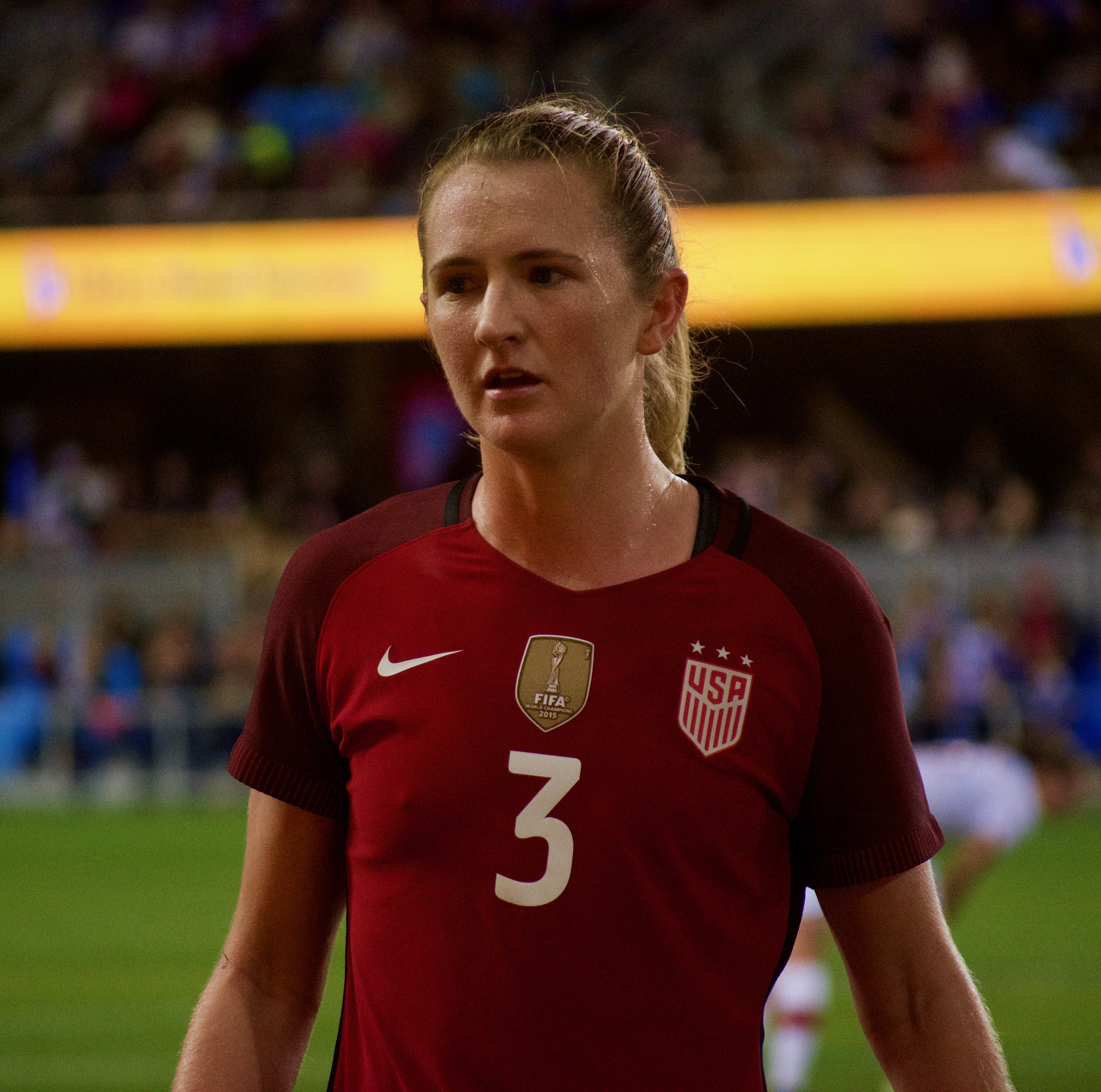
Мьюис в матче за сборную США

В мае 2019 года Мьюис вошла в состав сборной США по футболу для участия в чемпионате мира. В матче со сборной Таиланда, закончившемся победой американок со счётом 13:0, оформила дубль, и сыграла в 6 из 7 матчей на турнире, который завершился для сборной США чемпионством.
В декабре 2020 года Мьюис получила награду, как лучшая футболистка США, став 17-й футболисткой, которая получила эту награду. 18 января 2021 года в товарищеском матче со сборной Колумбии оформила первый хет-трик, а матч закончился победой сборной США со счётом 4:0.
В составе американской сборной летом 2021 года Мьюис играла на Олимпийских играх, на которых американки завоевали бронзовые медали.

### Семья
Её старшая сестра Кристи Мьюис (род. 1991), футболистка и игрок сборной США.
В декабре 2018 года Саманта вышла замуж за своего бойфренда Пэта Джонсона, свадьба прошла в Бостоне.